# جدعون جاك ديني
جدعون جاك ديني (بالإنجليزية: Gideon Jacques Denny)‏ هو رسام أمريكي، ولد في 15 يوليو 1830 في ويلمنغتون في الولايات المتحدة، وتوفي في 7 أكتوبر 1886 في Cambria, California ‏ في الولايات المتحدة بسبب ملاريا.